# Yvette Horner
Yvette Horner (nascida Hornère; Tarbes, 22 de setembro de 1922 - Courbevoie, 11 de junho de 2018) foi uma acordeonista, pianista e compositora francesa conhecida por se apresentar no Tour de France durante as décadas de 1950 e 1960. Durante sua carreira de 70 anos, ela apresentou mais de dois mil shows e lançou cerca de 150 discos, vendendo um total de 30 milhões de cópias.
Horner ganhou a Copa Mundial do Acordeão em 1948, e o Grand Prix du Disque em 1950 por Le Jardin secret d'Yvette Horner, um recital de obras clássicas executadas em piano e acordeão.

## Biografia

### Vida pessoal
Nasceu em 22 de setembro de 1922, na cidade francesa de Tarbes, como Yvette Hornère. Quando criança tocava piano clássico, ganhando o seu primeiro prêmio. Sua mãe a incentivou a trocar o piano pelo acordeão e colocar seu nome artístico como Yvette Horner. Horner passou a treinar em Paris, com o professor Robert Bréard. e aos 12 anos, já era líder de um grupo de acordeonistas adultos. Casou-se com René Dresch, um ex-jogador de futebol do Girondins de Bordeaux; não tiveram filhos; e viviam na cidade de Nogent-sur-Marne. Dresch veio a falecer em 1986. Em 2005, Horner vendeu sua propriedade, doou seus bens, e foi morar em um lar para idosos em Courbevoie, vindo a falecer em 11 de junho de 2018 de causas naturais.

### Carreira
Seu primeiro contrato profissional foi para tocar no Café du Commerce, em Bordeaux, quando tinha apenas 14 anos. Ganhou a Copa do Mundo de Acordeão, que ocorreu em Lausanne em 1948, se tornando a primeira mulher a ganhar o título. Em 1952, começou a se apresentar em uma caravana publicitária no Tour de France; se apresentou na competição até o ano de 1965. Em 14 de julho de 1989, toucou com a Orquestra Nacional de Jazz na Praça da Bastilha, em comemoração do 200º aniversário da revolução francesa. Durante sua carreira, se apresentou no Francofolies de La Rochelle, Casino de Paris, Palais des Congrès, Zenith, Théâtre du Châtelet, Taratata, e tantos outros. Fez sua última apresentação em 2011, e publicou seu último álbum em 2012, o Hors Norme.

## Prêmios e honrarias
- 1948 - Copa do Mundo de Acordeão.[1]
- 1950 - Grande Prêmio do Disco da Academia Charles Cros (álbum: Le Jardin Secret d'Yvette Horner).[3]
- 2002 - Comendador da Ordem Nacional do Mérito.[1]

## Autobiografia
- Horner, Yvette (2005). Le Biscuit dans la poche (em francês). [S.l.]: Éditions du Rocher. ISBN 978-2-268-05567-1